# 콘스탄티노폴리스 세계 총대주교 목록
이 문서는 동방 정교회의 콘스탄티노폴리스 세계 총대주교의 목록이다.

## 비잔티움의주교(~330년)

### 사도 시대 (33년~100년)
1. 사도 안드레아 (설립자)
2. 스타키스 (38-54)
3. 오네시모 (54-68)
4. 폴리카르포스 1세 (69-89)
5. 플루타르코스 (89-105)

### 니케아 이전 시대 (100년~325년)
| 1. 세데키온 (105-114) 2. 디오게네스 (114-129) 3. 엘레우테리오스 (129-136) 4. 펠릭스 (136-141) 5. 폴리카르포스 2세 (141-144) 6. 아테노도로스 (144-148) 7. 에우조이스 (148-154) 8. 라우렌티오스 (154-166) 9. 알리피오스 (166-169) 10. 페르티낙스 (169-187) 11. 올림피아노스 (187-198) 12. 마르코 1세 (198-211) 13. 필라델포스 (211-217) 14. 키리아코스 1세 (217-230) | 1. 카스티노스 (230-237) 2. 에우게니오스 1세 (237-242) 3. 티토스 (242-272) 4. 도메티오스 (272-284) 5. 루피노스 1세 (284-293) 6. 프로보스 (293-306) 7. 메트로파네스 (306-314) 8. 알렉산드로스 (314-337) |

## 콘스탄티노폴리스대주교및 니케아 시대 (330년~451년)
| 1. 바울로 1세 (337-339) 2. 니코메디아의 에우세비오스 (339-341) 바울로 1세 2차 착좌 (341-342) 3. 마케도니오스 1세 (342-346) 바울로 1세의 3차 착좌 (346-351), 마케도니오스 1세의 2차 착좌 (351-360) 4. 안티오키아의 에우독시오스 (360-370) 5. 데모필로스 (370-379) 6. 에바그리오스 (370 또는 379) 7. 막시모스 1세 (380) 8. 나지안조스의 그레고리오스 (379-381) |

## 콘스탄티노폴리스총대주교(381년 이후)

### 니케아 시대 (325년~451년)
| 1. 넥타리오스 (381-397) 2. 요한네스 크리소스토모스 (398-404) 3. 타르수스의 아르사키오스 (404-405) 4. 아티코스 (406-425) 5. 시신니오스 1세 (426-427) 6. 네스토리우스 (428-431) 7. 막시미아노스 (431-434) 8. 프로클로스 (434-446) 9. 플라비아노스 (446-449) 10. 아나톨리오스 (449-458) |

### 초기 비잔티움 시대 (451년~843년)
| 1. 겐나디오스 1세 (458-471) 2. 아카키오스 (471-488) 3. 플라비타스 (488-489) 4. 에우페미오스 (489-495) 5. 마케도니오스 2세 (495-511) 6. 티모테오스 1세 (511-518) 7. 요한네스 2세 (518-520) 8. 에피파니오스 (520-535) 9. 안티모스 1세 (535-536) 10. 메나스 (536-552) 11. 에우티키오스 (552-565) 12. 요한네스 3세 (565-577) 에우티키오스 2차 착좌 (577-582) 13. 요한네스 4세 (582-595) | 1. 키리아코스 2세 (596-606) 2. 토마스 1세 (607-610) 3. 세르기오스 1세 (610-638) 4. 피로스 1세 (638-641) 5. 바울로 2세 (641-653) 6. 베드로 (654-666) 7. 토마스 2세 (667-669) 8. 요안니스 5세 (669-675) 9. 콘스탄티노스 1세 (675-677) 10. 테오도로스 1세 (677-679) 11. 요르요스 1세 (679-686) 12. 바울로 3세 (687-693) 13. 칼리니코스 1세 (693-705) 14. 키로스 (705-711) | 1. 요안니스 6세 (712-715) 2. 게르마노스 1세 (715-730) 3. 아나스타시오스 (730-754) 4. 콘스탄티노스 2세 (754-766) 5. 니케타스 1세 (766-780) 6. 바울로 4세 (780-784) 7. 타라시오스 (784-806) 8. 니케포로스 1세 (806-815) 9. 테오도토스 1세 (815-821) 10. 안토니오스 1세 (821-836) 11. 요안니스 7세 (836-843) |

### 후기 비잔티움 시대 (843년~1453년)
| 1. 메토디오스 1세 (843-847) 2. 이그나티오스 (847 – 858) 3. 포티오스 1세 (858 – 867) 이그나티오스 재착좌 (867 – 877) 포티오스 1세 재착좌 (877-886) 4. 스테파노스 1세 (886-893) 5. 안토니오스 2세 (893-901) 6. 니콜라오스 1세 (901-907, 912-925) 7. 에우티미오스 1세 (907-912) 8. 스테파노스 2세 (925-928) 9. 트리폰 (928-931) 10. 테오필락토스 (933-956) 11. 폴리에욱토스 (956-970) 12. 바실리오스 1세 (970-974) 13. 안토니오스 3세 (974-980) 14. 니콜라오스 2세 (984-996) 15. 시신니오스 2세 (996-998) 16. 세르기오스 2세 (999-1019) 17. 에브스타티오스 (1019-1025) 18. 알렉시오스 1세 (1025-1043) 19. 미카엘 1세 (1043-1058) 20. 콘스탄티노스 3세 (1059-1063) 21. 요안니스 8세 (1064-1075) 22. 코스마스 1세 (1075-1081) 23. 에우스트라티오스 가리다스 (1081-1084) 24. 니콜라오스 3세 (1084-1111) 25. 요안니스 9세 (1111-1134) 26. 레오 스티피스 (1134-1143) 27. 미카엘 2세 (1143-1146) | 1. 코스마스 2세 (1146-1147) 2. 니콜라오스 4세 (1147-1151) 3. 테오도토스 2세 (1151-1153) 4. 네오피토스 1세 (1153) 5. 콘스탄티노스 4세 (1154-1156) 6. 루카 (1156-1169) 7. 미카엘 3세 (1170-1177) 8. 카리톤 (1177-1178) 9. 테오도시오스 1세 (1179-1183) 10. 바실리오스 2세 (1183-1186) 11. 니케타스 2세 (1186-1189) 12. 레온티오스 (1189-1190) 13. 도시테오스 (1190-1191) 14. 요르요스 2세 (1191-1198) 15. 요안니스 10세 (1198-1206) 16. 미카엘 4세 (1207-1213) 17. 테오도로스 2세 (1213-1215) 18. 막시모스 2세 (1215) 19. 마누엘 1세 (1215-1222) 20. 게르마노스 2세 (1222-1240) 21. 메토디오스 2세 (1240) 22. 마누엘 2세 (1244-1255) 23. 아르세니오스 아우토레시아노스 (1255-1259) 24. 니케포로스 2세 (1260-1261) 아르세니오스 아우토레시오스 재착좌 (1261-1267) 25. 게르마노스 3세 (1267) 26. 요셉 1세 (1267-1275) 27. 요안니스 11세 (1275-1282) | 1. 그레고리오스 2세 (1283-1289) 2. 아타나시오스 1세 (1289-1293) 3. 요안니스 12세 (1294-1303) 아타나시오스 1세 재착좌 (1303-1309) 4. 네폰 1세 (1310-1314) 5. 요안니스 13세 (1315-1320) 6. 게라시모스 1세 (1320-1321) 7. 이사야 1세 (1323-1334) 8. 요안니스 14세 (1334-1347) 9. 이시도로스 1세 (1347-1350) 10. 칼리스토스 1세 (1350-1354) 11. 필로테오스 1세 (1354-1355) 칼리스토스 1세 재착좌 (1355-1363) 필로테오스 1세 재착좌 (1364-1376) 12. 마카리오스 (1376-1379) 13. 닐로스 (1379-1388) 14. 안토니오스 4세 (1389-1390) 마카리오스 재착좌 (1390-1391) 안토니오스 4세 재착좌 (1391-1397) 15. 칼리스토스 2세 (1397) 16. 마태오 1세 (1397-1410) 17. 에우티미오스 2세 (1410-1416) 18. 요셉 2세 (1416-1439) 19. 메트로파네스 2세 (1440-1443) 20. 그레고리오스 3세 (1443-1450) 21. 아나스타시오스 2세 (1450-1453) |

### 오스만 제국 시대 (1453년~1922년)
| 1. 겐나디오스 2세 (1453-1456) 2. 이시도로스 2세 (1456-1462) 겐나디오스 2세 2차 착좌 (1462) 3. 소프로니오스 1세 (1463-1464) 겐나디오스 2세 3차 착좌 (1464) 4. 요아사프 1세 (1464-1466) 5. 마르코 2세 (1466) 6. 시메온 1세 (1466) 7. 디오니시오스 1세 (1466-1471) 시메온 1세 2차 착좌 (1471-1474) 8. 라파엘 1세 (1475-1476) 9. 막시모스 3세 (1476-1481) 시메온 1세 3차 착좌 (1481-1486) 10. 네폰 2세 (1486-1488) 디오니시오스 1세 재착좌 (1489-1491) 11. 막시모스 4세 (1491-1497) 네폰 2세 2차 착좌 (1497-1498) 12. 요아킴 1세 (1498-1502) 네폰 2세 3차 착좌 (1502) 13. 파코미오스 1세 (1503-1504) 요아킴 1세 착좌 (1504) 14. 테오렙토스 1세 (1513-1522) 15. 예레미야 1세 (1522-1545) 16. 요안니코스 1세 (1524-1525) 17. 디오니시오스 2세 (1546-1556) 18. 요아사프 2세 (1556-1565) 19. 메트로파네스 3세 (1565-1572) 20. 예레미야 2세 (1572-1579) 메트로파네스 3세 착좌 (1579-1580) 21. 파코미오스 2세 (1584-1585) 22. 테오렙토스 2세 (1585-1586) 예레미야 2세 3차 착좌 (1587-1595) 23. 마태오 2세 (1596) 24. 가브리엘 1세 (1596) 25. 테오파네스 1세 (1597) 26. 멜레티오스 1세 (1597-1598)(임시 대리) 마태오 2세 2차 착좌 (1598-1602) 27. 네오피토스 2세 (1602-1603) 마태오 2세 3차 착좌 (1603) 28. 라파엘 2세 (1603-1607) 네오피토스 2세 착좌 (1607-1612) 29. 키릴로스 1세 (1612) (임시 대리) 30. 티모테오 2세 (1612-1620) 키릴로스 1세 2차 착좌 (1620-1623) 31. 그레고리오스 4세 (1623) 32. 안티모스 2세 (1623) 키릴로스 1세 3차 착좌 (1623-1633) 33. 키릴로스 2세 (1633) 키릴로스 1세 4차 착좌 (1633-1634) 34. 아타나시오스 3세 (1634) 키릴로스 1세 5차 착좌 (1634-1635) 키릴로스 2세 2차 착좌 (1635-1636) | 1. 네오피토스 3세 (1636-1637) 키릴로스 1세 6차 착좌 키릴로스 2세 3차 착좌 (1638-1639) 2. 파르테니오스 1세 (1639-1644) 3. 파르테니오스 2세 (1644-1646) 4. 요안니코스 2세 (1646-1648) 5. 키릴로스 3세 (1652) 6. 파이시오스 1세 (1652-1653) 요안니코스 2세 3차 착좌 (1653-1654) 키릴로스 3세 재착좌 (1654) 파이시오스 1세 재착좌 (1654-1655) 요안니코스 2세 4차 착좌 (1655-1656) 7. 파르테니오스 3세 (1656-1657) 8. 가브리엘 2세 (1657) 9. 파르테니오스 4세 (1657-1662) 10. 테오파네스 2세 (1659) 공석 (1659-1662) 11. 디오니시오스 3세 (1662-1665) 파르테니오스 4세 2차 착좌 (1665-1667) 12. 클레멘스 (1667) 13. 메토디오스 3세 (1668-1671) 파르테니오스 4세 3차 착좌 (1671) 14. 디오니시오스 4세 (1671-1673) 15. 게라시모스 2세 (1673-1674) 파르테니오스 4세 4차 착좌 디오니시오스 4세 재착좌 (1676-1679) 16. 아타나시오스 4세 (1679) 17. 야고보 (1679-1682) 디오니시오스 4세 3차 착좌 파르테니오스 4세 5차 착좌 야고보 2차 착좌 (1685-1686) 디오니시오스 4세 4차 착좌 (1686) 야고보 3차 착좌 (1687-1688) 18. 칼리니코스 2세 (1688) 19. 네오피토스 4세 (1688) 칼리니코스 2세 2차 착좌 (1689-1693) 디오니시오스 4세 5차 착좌 (1693-1694) 칼리니코스 2세 3차 착좌 (1694-1702) 20. 가브리엘 3세 (1702-1707) 21. 네오피토스 5세 (1707) 22. 키프리아노스 1세 (1707-1709) 23. 아타나시오스 5세 (1709-1711) 24. 키릴로스 4세 (1711-1713) 키프리아노스 1세 재착좌 25. 코스마스 3세 (1714-1716) 26. 예레미야 3세 (1716-1726) 27. 칼리니코스 3세 (1726-1726) 28. 파이시오스 2세 (1726-1732) 예레미야 3세 재착좌 (1732-1733) 29. 세라핌 1세 (1733-1734) | 1. 네오피토스 6세 (1734-1740) 파이시오스 2세 2차 착좌 (1740-1743) 네오피토스 6세 재착좌 (1743-1744) 파이시오스 2세 3차 착좌 (1744-1748) 2. 키릴로스 5세 (1748-1751) 파이시오스 2세 4차 착좌 (1751-1752) 키릴로스 5세 재착좌 (1752-1757) 3. 칼리니코스 4세 (1757) 4. 세라핌 2세 (1757-1761) 5. 요안니코스 3세 (1761-1763) 6. 사무엘 1세 (1763-1768) 7. 멜레티오스 2세 (1769) 8. 테오도시오스 2세 (1769-1773) 사무엘 1세 재착좌 (1773-1774) 9. 소프로니오스 2세 (1774-1780) 10. 가브리엘 4세 (1780-1785) 11. 프로코피오스 1세 (1785-1789) 12. 네오피토스 7세 (1789-1794) 13. 게라시모스 3세 (1794-1797) 14. 그레고리오스 5세 (1797-1798) 네오피토스 7세 재착좌 (1798-1801) 15. 칼리니코스 5세 (1801-1806) 그레고리오스 5세 2차 착좌 (1806-1808), 2nd time 칼리니코스 5세 재착좌 (1808-1809) 16. 예레미야 4세 (1809-1813) 17. 키릴로스 6세 (1813-1818) 그레고리오스 5세 3차 착좌 (1818-1821) 18. 에우게니오스 2세 (1821-1822) 19. 안티모스 3세 (1822-1824) 20. 크리산토스 1세 (1824-1826) 21. 아가탄젤로스 1세 (1826-1830) 22. 콘스탄티오스 1세 (1830-1834) 23. 콘스탄티오스 2세 (1834-1835) 24. 그레고리오스 6세 (1835-1840) 25. 안티모스 4세 (1840-1841) 26. 안티모스 5세 (1841-1842) 27. 게르마노스 4세 (1842-1845) 28. 멜레티오스 3세 (1845) 29. 안티모스 6세 (1845-1848) 안티모스 4세 재착좌 게르마노스 4세 재착좌 안티모스 6세 재착좌 (1853-1855) 30. 키릴로스 7세 (1855-1860) 31. 요아킴 2세 (1860-1863) 32. 소프로니오스 3세 (1863-1866) 그레고리오스 6세 재착좌 (1867-1871) 안티모스 6세 3차 착좌 (1871-1873) 요아킴 2세 재착좌 (1873-1878) 33. 요아킴 3세 (1878-1884) 34. 요아킴 4세 (1884-1887) 35. 디오니시오스 5세 (1887-1891) 36. 네오피토스 8세 (1891-1894) 37. 안티모스 7세 (1895-1897) 38. 콘스탄티노스 5세 (1897-1901) 요아킴 3세 재착좌 (1901-1912) 39. 게르마노스 5세 (1913-1918) 공석 (1918-1921) |

### 터키 공화국 시대 (1922년~현재)
| 1. 멜레티오스 4세 (1921-1923) 2. 그레고리오스 7세 (1923-1924) 3. 콘스탄티노스 6세 (1924-1925) 4. 바실리오스 3세 (1925-1929) 5. 포티오스 2세 (1929-1935) 6. 벤야민 1세 (1936-1946) 7. 막시모스 5세 (1946-1948) 8. 아테나고라스 1세 (1948-1972) 9. 데메트리오스 1세 (1972-1991) 10. 바르톨로메오스 1세 (1991-현재) |

## 같이 보기
- 콘스탄티노폴리스 세계 총대주교
- 사도 전승